# آگریز
شهر آگریز (به روسی: Агрыз) در کشور روسیه و در جمهوری تاتارستان واقع شده‌است.